# The Dixie Cups
The Dixie Cups — американская гёрл-группа 1960-х годов, наиболее известная по своей продавшейся в более чем миллионе экземпляров песне 1964 года «Chapel of Love».
В 2007 году группа была принята в Зал славы вокальных групп.
Песня «Chapel of Love» в исполнении группы The Dixie Cups входит в составленный Залом славы рок-н-ролла список 500 Songs That Shaped Rock and Roll.

## Дискография
См. «The Dixie Cups § Singles» в английском разделе.